# 1938 en musique
| \| • Retour à la chronologie générale de la musique populaire • \| |
| XXIe siècle • XXe siècle • XIXe siècle • XVIIIe siècle XVIIe siècle • XVIe siècle • XVe siècle • XIVe siècle XIIIe siècle • XIIe siècle • XIe siècle • Xe siècle IXe siècle • VIIIe siècle • Haut Moyen Âge • Rome • Grèce |
| • Retour à la chronologie générale de la musique populaire • |

| • Retour à la chronologie générale de la musique populaire • |

| Années de la musique populaire : 1935 - 1936 - 1937 - 1938 - 1939 - 1940 - 1941    |
| Décennies de la musique populaire : 1900 - 1910 - 1920 - 1930 - 1940 - 1950 - 1960 |

Cet article présente les faits marquants de l'année 1938 en musique.

## Évènements
- 25 mai : Ouverture des premières journées musicales de Berlin et d’une exposition sur la « musique dégénérée ».
- 30 septembre : Adieux à scène de Félix Mayol.

## Chansons de l'année en France
- Ah ! Si vous connaissiez ma poule - Maurice Chevalier
- Un jour mon prince viendra - Lucienne Dugard
- La Java bleue - Fréhel
- J'attendrai - Rina Ketty
- Sombreros et Mantilles - Rina Ketty
- Boum ! - Charles Trenet
- J'ai ta main - Charles Trenet
- Je chante - Charles Trenet
- Ménilmontant - Charles Trenet
- Qu'est-ce qu'on attend pour être heureux ? - Ray Ventura
- La Java aux étoiles - Line Viala

## Chansons de l'année dans le monde
- Back in the Saddle Again - Gene Autry
- Thanks for the Memory - Bob Hope
- September Song - Walter Huston
- Me and the Devil Blues - Robert Johnson
- My Heart Belongs to Daddy - Mary Martin
- Cherokee - Ray Noble
- Joseph Joseph - The Andrews Sisters

## Récompenses
- Grand prix du disque : Boum ! de Charles Trenet

## Naissances
- 10 janvier : Elza Ibrahimova, compositrice azerbaïdjanaise († 11 février 2012).
- 14 janvier : Allen Toussaint, pianiste et producteur américain de rhythm and blues († 9 novembre 2015).
- 19 février : Rika Zaraï, chanteuse de variété franco-israélienne († 23 décembre 2020).
- 24 mars : Don Covay, chanteur soul américain.
- 3 mai : Napoléon XIV, chanteur et musicien connue pour They're Coming to Take Me Away, Ha-Haaa! († 10 mar 2023)
- 6 avril : Hedy West, chanteuse de folk et auteur-compositeur américaine († 3 juillet 2005).
- 18 juin : Don "Sugarcane" Harris, membre des groupes The Mothers of Invention et The Blues Breakers.
- 8 août : Connie Stevens, chanteuse américaine.
- 22 août : Dale Hawkins, chanteur de rock américain, auteur du classique Susie Q († 13 février 2010).
- 3 octobre : Eddie Cochran, chanteur de rock 'n' roll américain († 17 avril 1960).
- 14 janvier : Melba Montgomery, chanteuse américaine de musique country († 15 janvier 2025).
- 5 novembre : Joe Dassin, chanteur de variété français († 20 août 1980).
- 7 novembre : Dee Clark, chanteur soul américain († 7 décembre 1990).
- 11 novembre : Fadhili William, chanteur kényan, compositeur de Malaika († 11 février 2001).
- 12 novembre : Mort Shuman, compositeur, acteur et chanteur américain († 2 novembre 1991).
- 5 décembre : J.J. Cale, chanteur et guitariste de blues américain († 26 juillet 2013).
- 11 décembre : Enrico Macias, chanteur français.
- 18 décembre : Chas Chandler, bassiste britannique du groupe de rock The Animals et producteur († 17 juillet 1996).

## Principaux décès
- 7 mai : Papa Charlie Jackson, chanteur et musicien de blues américain.
- 16 août : Robert Johnson, bluesman américain.
- 8 octobre : Luís Barbosa, musicien brésilien (° 7 juillet 1910).
- Date précise inconnue :
  - Éloi Ouvrard, artiste de café-concert, interprète, compositeur, parolier français, inventeur du genre comique troupier, né en 1855.